# (6155) Yokosugano
(6155) Yokosugano es un asteroide perteneciente al cinturón de asteroides, región del sistema solar que se encuentra entre las órbitas de Marte y Júpiter, descubierto el 11 de noviembre de 1990 por Toshiro Nomura y el también astrónomo Koyo Kawanishi desde el Observatorio de Minami-Oda, Japón.

## Designación y nombre
Designado provisionalmente como 1990 VY2. Fue nombrado Yokosugano en homenaje a Yoko Sugano, esposa de Matsuo Sugano e íntima amiga de los observadores en Minami-Oda.

## Características orbitales
Yokosugano está situado a una distancia media del Sol de 2,529 ua, pudiendo alejarse hasta 2,978 ua y acercarse hasta 2,079 ua. Su excentricidad es 0,177 y la inclinación orbital 4,088 grados. Emplea 1469,05 días en completar una órbita alrededor del Sol.

## Características físicas
La magnitud absoluta de Yokosugano es 13. Tiene 5,754 km de diámetro y su albedo se estima en 0,533. 